# Osório Willibaldo Stoffel
Dom Frei Osório Willibaldo Stoffel O.F.M. (Luzerna, 7 de julho de 1921 — Rondonópolis, 10 de maio de 2002) foi frade franciscano e prelado da Igreja Católica Romana no Brasil. Foi o segundo bispo da Diocese de Rondonópolis.

## Biografia
Dom Osório nasceu em Luzerna, então distrito do município de Joaçaba, Santa Catarina.
Iniciou seus estudos na escola de sua comunidade original. Em 1935, ingressou no Seminário dos Frades Franciscanos em Rio Negro, Paraná. Em 1941, ingressou no Noviciado em Rodeio, Santa Catarina, onde professou na ordem em 21 de dezembro do ano seguinte.
Cursou Filosofia e Teologia em Curitiba, Paraná, e em Petrópolis, Rio de Janeiro, onde foi ordenado presbítero em 26 de julho de 1948.
Foi vigário cooperador em Nova Veneza, Santa Catarina, e São Lourenço, Minas Gerais. Serviu a Dom Frei Felício César da Cunha Vasconcelos, OFM, arcebispo de Florianópolis, como missionário auxiliar de 1957 a 1962. De 1962 a 1965, foi reitor no Seminário São João Batista em Luzerna e, de 1965 a 1970, pároco em Curitiba.
Em 27 de novembro de 1970, o Papa Paulo VI nomeou-o bispo da então prelazia territorial de Chapada, no Mato Grosso, com sé titular em Ceramo. Recebeu a sagração episcopal, na Igreja Matriz de Luzerna, das mãos de Dom Honorato Piazera, SCJ, então bispo-coadjutor de Lages, tendo como co-consagrantes Dom Frei Carlos Estanislau Schmitt, bispo-auxiliar de Lages, e Dom Frei Teodardo Leitz, bispo de Dourados, seus confrades, em 10 de outubro de 1971.
Durante seu episcopado, a prelazia de Rondonópolis foi elevada a diocese com a Bula Papal Laetentes Omnino, de 13 de fevereiro de 1986. A instalação solene aconteceu em 13 de julho seguinte.
Dom Osório esteve à frente da Diocese de Rondonópolis por 27 anos, renunciando ao múnus episcopal por força da idade, em 19 de novembro de 1997. Foi co-consagrante na ordenação de seu sucessor, Monsenhor Juventino Kestering, em 8 de março de 1998, em Tubarão, Santa Catarina. Anos antes, em 1992, também fora co-consagrante de Dom José Foralosso, SDB, que fora nomeado para a Diocese de Guiratinga. Posteriormente, esta diocese seria fundida à de Rondonópolis.
Dom Osório faleceu aos 80 anos em Rondonópolis, em consequência de diversas complicações: aneurisma, diverticulite, hemorragia interna, depois de alguns dias internado no Hospital de Rondonópolis. Seu corpo foi sepultado no dia seguinte, na cripta da Catedral Diocesana.